# Phaeosphaeria lycopodina
Phaeosphaeria lycopodina är en svampart som först beskrevs av Jean François Montagne, och fick sitt nu gällande namn av Hedjar. 1969. Phaeosphaeria lycopodina ingår i släktet Phaeosphaeria och familjen Phaeosphaeriaceae.  Arten är reproducerande i Sverige. Inga underarter finns listade i Catalogue of Life.